# Polyrhachis flavicornis
Polyrhachis flavicornis é uma espécie de formiga do gênero Polyrhachis, pertencente à subfamília Formicinae.